# Estrées (Nord)
Pour les articles homonymes, voir Estrées.
Estrées est une commune française située dans le département du Nord, en région Hauts-de-France.

## Géographie

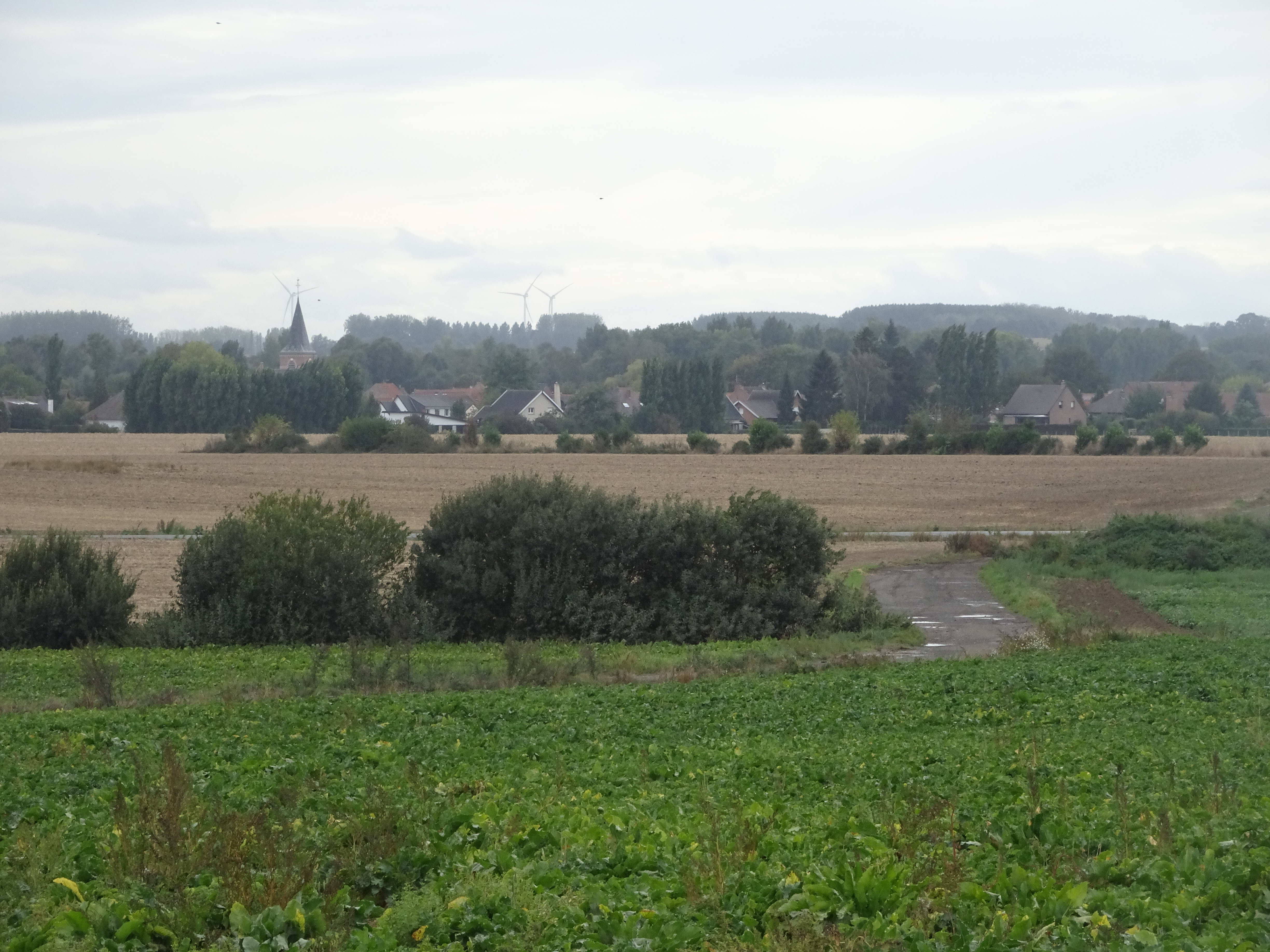
Le village dans le paysage.

Estrées est située dans une plaine, et est à proximité du canal de la Sensée, qui passe à environ 1 kilomètre.
Une butte surplombant le village, est utilisée comme champ.
Estrées et Gouy, le village à proximité, sont séparés par la limite entre les départements du séparant le Nord et du Pas-de-Calais.

### Communes limitrophes
| Gouy-sous-Bellonne (Pas-de-Calais) |         | Gœulzin |
| Bellonne (Pas-de-Calais)           | Estrées | Cantin  |
| Tortequesne (Pas-de-Calais)        | Hamel   | Arleux  |

### Hydrographie

#### Réseau hydrographique
La commune est située dans le bassin Artois-Picardie. Elle est drainée par l'Arleux, le Goeulzin, le Mont de la Vigne et un autre petit cours d'eau,.

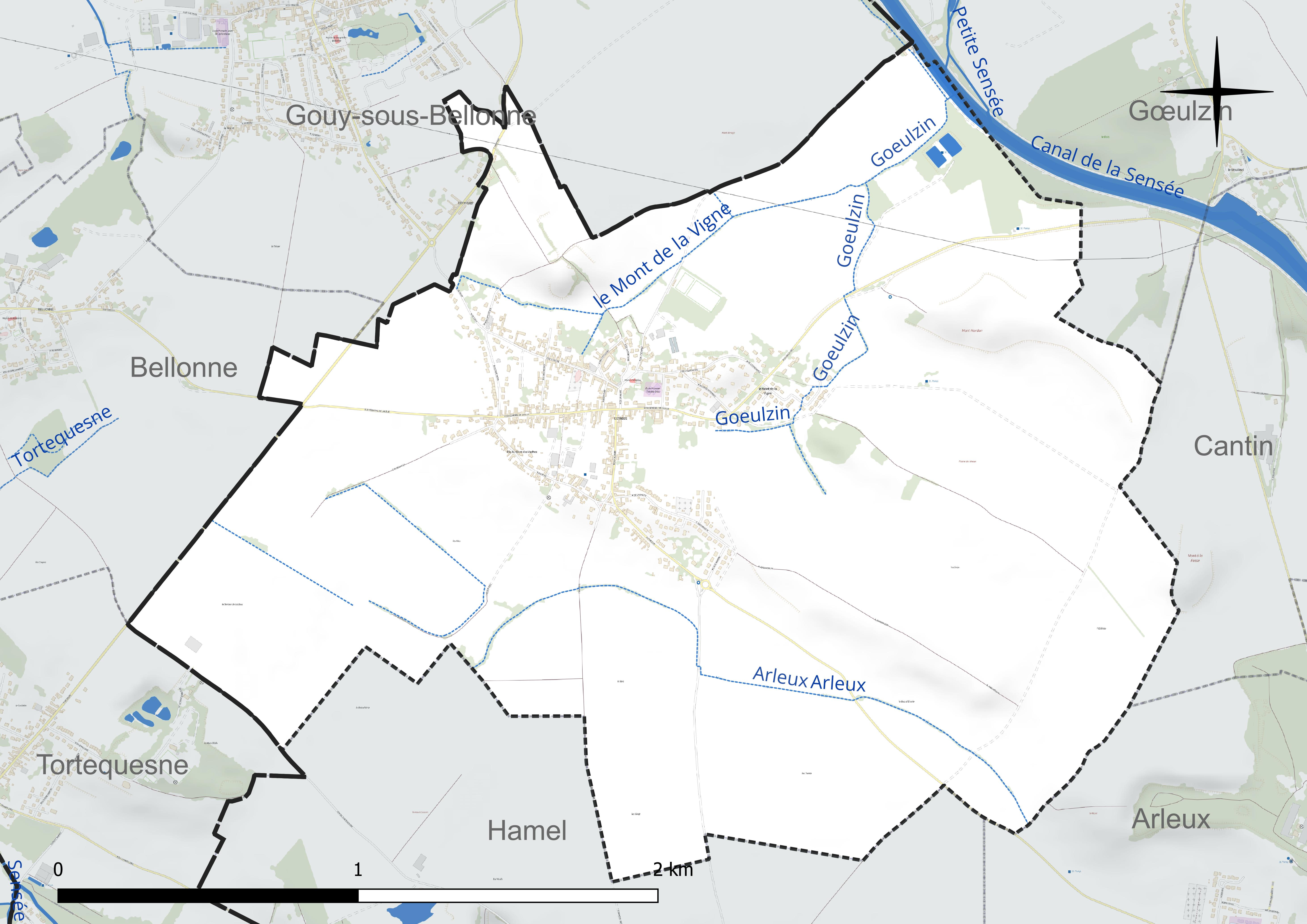
Réseau hydrographique d'Estrées.

#### Gestion et qualité des eaux
Le territoire communal est couvert par le schéma d'aménagement et de gestion des eaux (SAGE) « Sensée ». Ce document de planification concerne un territoire de 857 km2 de superficie, délimité par le bassin versant de la Sensée. Le périmètre a été arrêté le 14 janvier 2023 et le SAGE proprement dit a été approuvé le 21 février 2020. La structure porteuse de l'élaboration et de la mise en œuvre est le syndicat mixte Escaut et Affluents (SyMEA).
La qualité des cours d'eau peut être consultée sur un site dédié géré par les agences de l'eau et l'Agence française pour la biodiversité.

### Climat
Pour des articles plus généraux, voir Climat des Hauts-de-France et Climat du Nord.
En 2010, le climat de la commune est de type climat océanique dégradé des plaines du Centre et du Nord, selon une étude du CNRS s'appuyant sur une série de données couvrant la période 1971-2000. En 2020, Météo-France publie une typologie des climats de la France métropolitaine dans laquelle la commune est exposée à un climat océanique et est dans la région climatique Nord-est du bassin Parisien, caractérisée par un ensoleillement médiocre, une pluviométrie moyenne régulièrement répartie au cours de l'année et un hiver froid (3 °C).
Pour la période 1971-2000, la température annuelle moyenne est de 10,5 °C, avec une amplitude thermique annuelle de 14,6 °C. Le cumul annuel moyen de précipitations est de 693 mm, avec 11,6 jours de précipitations en janvier et 9,1 jours en juillet. Pour la période 1991-2020, la température moyenne annuelle observée sur la station météorologique la plus proche, située sur la commune de Douai à 8 km à vol d'oiseau, est de 11,0 °C et le cumul annuel moyen de précipitations est de 729,2 mm,. Pour l'avenir, les paramètres climatiques de la commune estimés pour 2050 selon différents scénarios d'émission de gaz à effet de serre sont consultables sur un site dédié publié par Météo-France en novembre 2022.

## Urbanisme

### Typologie
Au 1er janvier 2024, Estrées est catégorisée ceinture urbaine, selon la nouvelle grille communale de densité à sept niveaux définie par l'Insee en 2022.
Elle appartient à l'unité urbaine de Gouy-sous-Bellonne, une agglomération inter-départementale regroupant deux  communes, dont elle est une commune de la banlieue,,. Par ailleurs la commune fait partie de l'aire d'attraction de Douai, dont elle est une commune de la couronne,. Cette aire, qui regroupe 61 communes, est catégorisée dans les aires de 50 000 à moins de 200 000 habitants,.

### Occupation des sols
L'occupation des sols de la commune, telle qu'elle ressort de la base de données européenne d'occupation biophysique des sols Corine Land Cover (CLC), est marquée par l'importance des territoires agricoles (88,9 % en 2018), en diminution par rapport à 1990 (90,5 %). La répartition détaillée en 2018 est la suivante : 
terres arables (88,9 %), zones urbanisées (10,7 %), forêts (0,4 %). L'évolution de l'occupation des sols de la commune et de ses infrastructures peut être observée sur les différentes représentations cartographiques du territoire : la carte de Cassini (XVIIIe siècle), la carte d'état-major (1820-1866) et les cartes ou photos aériennes de l'IGN pour la période actuelle (1950 à aujourd'hui).

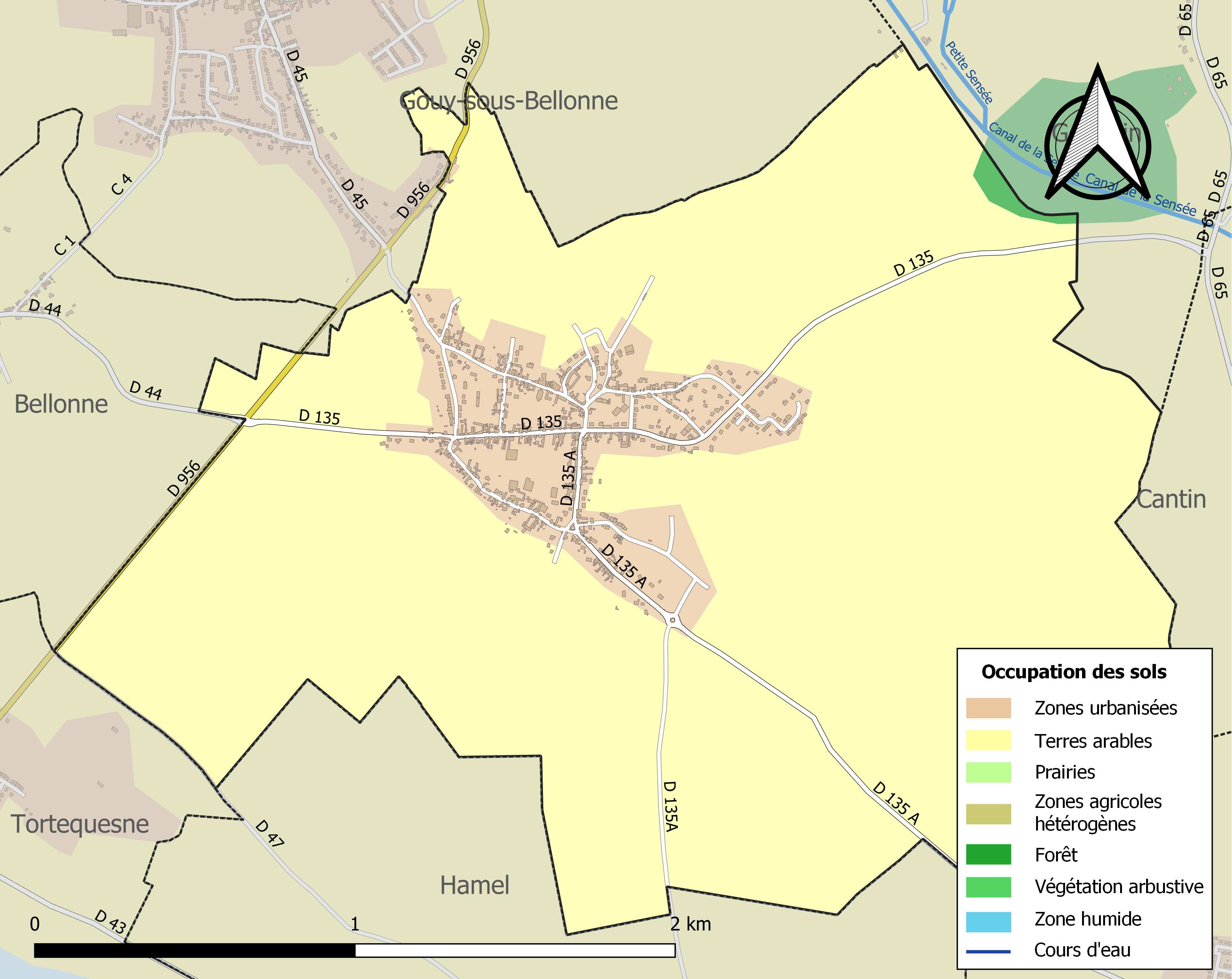
Carte des infrastructures et de l'occupation des sols de la commune en 2018 (CLC).

### Habitat et logement
En 2019, le nombre total de logements dans la commune était de 466, alors qu'il était de 436 en 2014 et de 415 en 2009.
Parmi ces logements, 95,9 % étaient des résidences principales, 0,9 % des résidences secondaires et 3,2 % des logements vacants. Ces logements étaient pour 98,3 % d'entre eux des maisons individuelles et pour 1,7 % des appartements.
Le tableau ci-dessous présente la typologie des logements à Estrées en 2019 en comparaison avec celle du Nord et de la France entière. Une caractéristique marquante du parc de logements est ainsi une proportion de résidences secondaires et logements occasionnels (0,9 %) inférieure à celle du département (1,6 %) mais supérieure à celle de la France entière (9,7 %). Concernant le statut d'occupation de ces logements, 88,1 % des habitants de la commune sont propriétaires de leur logement (88,2 % en 2014), contre 54,7 % pour le Nord et 57,5 pour la France entière.
| Typologie                                               | Estrées | Nord | France entière |
| ------------------------------------------------------- | ------- | ---- | -------------- |
| Résidences principales (en %)                           | 95,9    | 90,6 | 82,1           |
| Résidences secondaires et logements occasionnels (en %) | 0,9     | 1,6  | 9,7            |
| Logements vacants (en %)                                | 3,2     | 7,8  | 8,2            |

### Voies de communication et transports
La commune est desservie par la ligne 20 du réseau Évéole.

## Toponymie
Le nom Estrées est un terme d'ancien français, issu du latin strata (via), qui désignait une « voie couverte de pierres plates », par opposition à rupta (via) > route. Il s'est conservé dans la plupart des langues romanes (cf. l'italien et le roumain strada) et a été emprunté par le germanique (cf. l'anglais street, l'allemand Straße et le néerlandais straat). Le mot estrée a disparu du français à la fin du Moyen Âge, mais il demeure dans un grand nombre de toponymes, particulièrement dans le nord de la France, signalant la proximité d'une voie romaine.

## Histoire
Vers 1070, l'évêque de Cambrai et Seigneur du village cède celui-ci au chapitre Sainte-Croix de Cambrai. Le premier château féodal est détruit en 1488 et le second château subit le même sort lors de la Révolution.
Avant la Révolution française, Estrée est le siège d'une seigneurie. Au début du XVIIIe siècle, elle relève du roi à cause du château de Douai. Elle consiste en un château et des terres de différentes sortes (terres labourables, prairies, marais, bois,..); 52 arrière-fiefs en relèvent.
Détenue par Claude-François Marnix, vicomte d'Ogimont, baron de Rollencourt (Rollancourt?), Berlecourt, Maisoncelle, et son épouse Anne-Antoinette-Agnès de Haudion au début de 1714, elle est vendue par contrat passé à Arras devant notaires le 7 avril 1714 à Louis-François de Tenremonde, chevalier, seigneur de Mérignies, La Broye, Lannoy, fils de Lamoral-François de Tenremonde, chevalier, seigneur de Mérignies et de La Broye, et de Marie Madeleine van der Meere, et mari de Anne-Marie de Logenhagen.
Le village a été décoré de la Croix de guerre 1914-1918 le 7 février 1921.

## Politique et administration

### Rattachements administratifs et électoraux

#### Rattachements administratifs
La commune se trouve  dans l'arrondissement de Douai du département du Nord.
Elle faisait partie depuis 18012 du canton d'Arleux. Dans le cadre du redécoupage cantonal de 2014 en France, cette circonscription administrative territoriale a disparu, et le canton n'est plus qu'une circonscription électorale.

#### Rattachements électoraux
Pour les élections départementales, la commune fait partie depuis 2014 du canton d'Aniche.
Pour l'élection des députés, elle fait partie de la dix-septième circonscription du Nord.

### Intercommunalité
Estrées est membre de la communauté d'agglomération dénommée Douaisis Agglo, un établissement public de coopération intercommunale (EPCI) à fiscalité propre créé fin 2001 et auquel la commune a transféré un certain nombre de ses compétences, dans les conditions déterminées par le code général des collectivités territoriales.

### Tendances politiques et résultats
Lors du premier tour des Élections municipales françaises de 2020 , quinze sièges sont à pourvoir ; on dénombre 817 inscrits, dont 385 votants (47,12 %), 6 votes blancs (1,56 %) et 349 suffrages exprimés (90,65 %). La liste Ensemble, continuons pour l'avenir d'Estrées menée par le maire sortant Lionel Blassel recueille l'intégralité des suffrages exprimés, étant la seule à se présenter,.

### Liste des maires
| Période                                  | Période                         | Identité                 | Étiquette | Qualité                                                                         |
| ---------------------------------------- | ------------------------------- | ------------------------ | --------- | ------------------------------------------------------------------------------- |
| Les données manquantes sont à compléter. |                                 |                          |           |                                                                                 |
| An VIII de la République                 | 1813                            | Charles-Joseph Vallez    |           |                                                                                 |
| 1813                                     | 1820                            | Jean-François Vallez     |           |                                                                                 |
| 1820                                     | 1848                            | Jean Joseph Vallez       |           |                                                                                 |
| 1848                                     | 1857                            | François Verdier         |           |                                                                                 |
| 1857                                     | 1860                            | Auguste Corbhent         |           |                                                                                 |
| 1860                                     | 1865                            | Désiré Joseph Bégot      |           |                                                                                 |
| 1865                                     | 1865                            | Géry Mazure              |           |                                                                                 |
| 1865                                     | 1868                            | Jean-Hubert Fauveaux     |           |                                                                                 |
| 1868                                     | 1881                            | Henry DILLY              |           |                                                                                 |
| 1881                                     | 1888                            | Nicolas Lefranc          |           |                                                                                 |
| 1888                                     | 1904                            | Armand Lemaire           |           |                                                                                 |
| 1904                                     | 1911                            | Anaclet Fernand Lefebvre |           |                                                                                 |
| 1911                                     | 1916                            | Omer Joseph Delacroix    |           |                                                                                 |
| 1919                                     | 1923                            | Fernand Lefebvre         |           |                                                                                 |
| 1923                                     | 1925                            | Louis Drancourt          |           |                                                                                 |
| 1925                                     | 1929                            | Aristide Lefranc         |           |                                                                                 |
| 1929                                     | 1938                            | Georges Leveque          |           |                                                                                 |
| 1938                                     | 1947                            | Martial Briez            |           |                                                                                 |
| 1947                                     | 1953                            | René Lemaire             |           |                                                                                 |
| 1953                                     | 1959                            | Jean Plouvier            |           |                                                                                 |
| 1959                                     | 1967                            | Octave Hérin             |           |                                                                                 |
| 1967                                     | 1983                            | André Cauchy             |           |                                                                                 |
| 1983                                     | 1995                            | Maurice Sauvage          |           |                                                                                 |
| 2001                                     | 2008                            | Daniel Laczny            | SE        |                                                                                 |
| 2008                                     | 2014                            | Clovis Pintiaux          | SE        |                                                                                 |
| 2014,                                    | En cours (au 13 septembre 2022) | Lionel Blassel           | DVD       | Vice-président de la CA Douaisis Agglo (2020 → ) Réélu pour le mandat 2020-2026 |

## Équipements et services publics

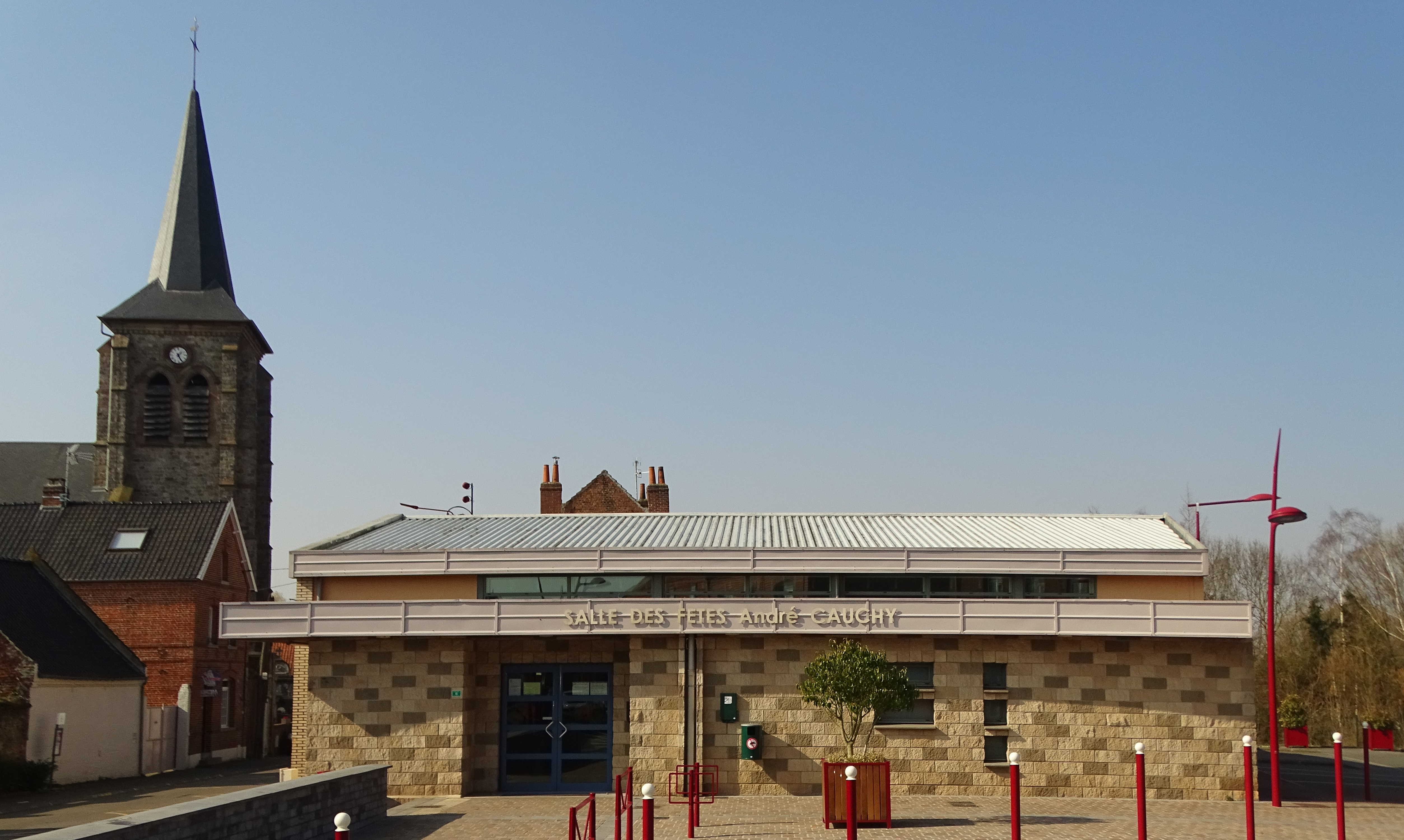
La salle des fêtes André-Cauchy.

Les enfants de la commune sont scolarisés dans le groupe scolaire Thérèse-Gras, ainsi dénommée en mémoire d'une peintre qui « faisait preuve d'un dévouement exemplaire à l'égard de la commune et pour les enfants de l'atelier de peinture ».

## Population et société

### Démographie

#### Évolution démographique
L'évolution du nombre d'habitants est connue à travers les recensements de la population effectués dans la commune depuis 1793. Pour les communes de moins de 10 000 habitants, une enquête de recensement portant sur toute la population est réalisée tous les cinq ans, les populations de référence des années intermédiaires étant quant à elles estimées par interpolation ou extrapolation. Pour la commune, le premier recensement exhaustif entrant dans le cadre du nouveau dispositif a été réalisé en 2004.

En 2022, la commune comptait 1 121 habitants, en évolution de +0,18 % par rapport à 2016 (Nord : +0,51 %, France hors Mayotte : +2,11 %).
| 1793  | 1800 | 1806 | 1821 | 1831  | 1836 | 1841 | 1846  | 1851 |
| ----- | ---- | ---- | ---- | ----- | ---- | ---- | ----- | ---- |
| 1 189 | 836  | 927  | 912  | 1 018 | 969  | 979  | 1 016 | 985  |

| 1856  | 1861  | 1866  | 1872  | 1876  | 1881  | 1886  | 1891  | 1896  |
| ----- | ----- | ----- | ----- | ----- | ----- | ----- | ----- | ----- |
| 1 010 | 1 062 | 1 055 | 1 019 | 1 024 | 1 043 | 1 009 | 1 006 | 1 001 |

| 1901 | 1906 | 1911 | 1921 | 1926 | 1931 | 1936 | 1946 | 1954 |
| ---- | ---- | ---- | ---- | ---- | ---- | ---- | ---- | ---- |
| 916  | 912  | 832  | 646  | 673  | 701  | 696  | 696  | 718  |

| 1962 | 1968 | 1975 | 1982 | 1990  | 1999  | 2004  | 2006  | 2009 |
| ---- | ---- | ---- | ---- | ----- | ----- | ----- | ----- | ---- |
| 738  | 786  | 854  | 946  | 1 027 | 1 038 | 1 044 | 1 055 | 981  |

| 2014  | 2019  | 2022  | - | - | - | - | - | - |
| ----- | ----- | ----- | - | - | - | - | - | - |
| 1 105 | 1 103 | 1 121 | - | - | - | - | - | - |

#### Pyramide des âges
La population de la commune est relativement jeune.
En 2018, le taux de personnes d'un âge inférieur à 30 ans s'élève à 32,5 %, soit en dessous de la moyenne départementale (39,5 %). À l'inverse, le taux de personnes d'âge supérieur à 60 ans est de 28,0 % la même année, alors qu'il est de 22,5 % au niveau départemental.
En 2018, la commune comptait 551 hommes pour 555 femmes, soit un taux de 50,18 % de femmes, légèrement inférieur au taux départemental (51,77 %).
Les pyramides des âges de la commune et du département s'établissent comme suit.
| Hommes | Classe d’âge | Femmes |
| ------ | ------------ | ------ |
| 1,3    | 90 ou +      | 1,8    |
| 5,7    | 75-89 ans    | 6,0    |
| 19,5   | 60-74 ans    | 21,6   |
| 21,0   | 45-59 ans    | 20,1   |
| 18,2   | 30-44 ans    | 19,8   |
| 13,0   | 15-29 ans    | 12,2   |
| 21,4   | 0-14 ans     | 18,5   |

| Hommes | Classe d’âge | Femmes |
| ------ | ------------ | ------ |
| 0,5    | 90 ou +      | 1,4    |
| 5,3    | 75-89 ans    | 8,1    |
| 14,8   | 60-74 ans    | 16,2   |
| 19,1   | 45-59 ans    | 18,4   |
| 19,5   | 30-44 ans    | 18,7   |
| 20,7   | 15-29 ans    | 19,1   |
| 20,2   | 0-14 ans     | 18     |

### Vie associative
Le Village d'Estrées est composé de plusieurs associations.[réf. nécessaire]

## Culture locale et patrimoine

### Lieux et monuments

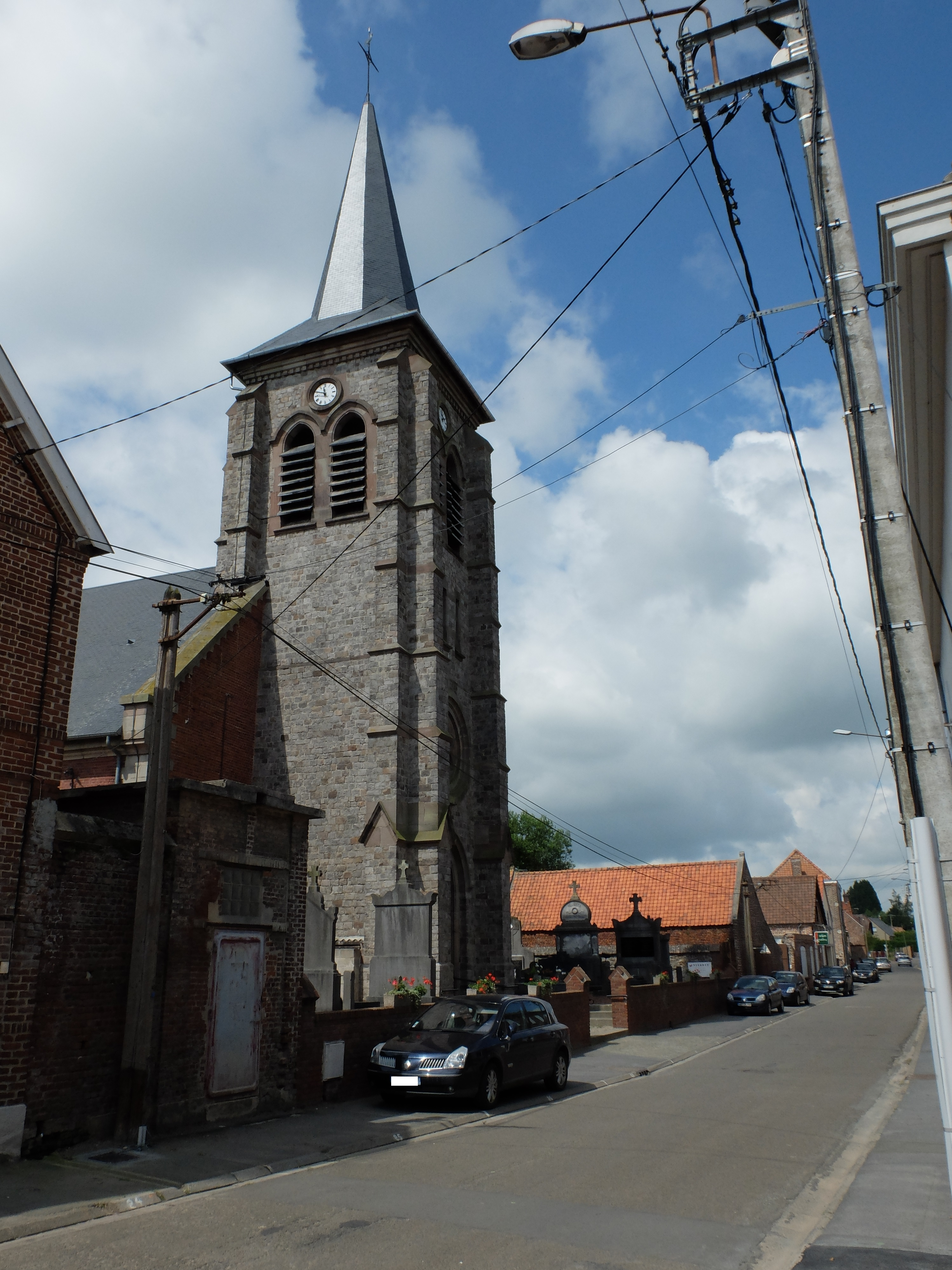
L'église.

- Église Saint Sarre reconstruite après 1918: beau clocher en grès.
- À Estrées se trouvent plusieurs lieux commémoratifs : le monument situé sur la place de la mairie, commémorant les anciens combattants du village de la guerre 1939-1945, le square Maurice Sauvage, à l'hommage d'un ancien maire, ainsi qu'une butte (relief qui surplombe estrées), où un château y figurait il y a plusieurs siècles.
- Un calvaire se tient rue du Mont, tous les ans y est célébrée une messe en plein-air lors des fêtes du Mont Carmel (à la mi-Juillet)[35].
- Entre Estrées et Gœulzin se trouve une source, et sur les champs entre Estrées et Férin, on peut apercevoir les restes d'un ancien moulin en briques rouges, où, depuis son abandon, reposent de merveilleux oiseaux.

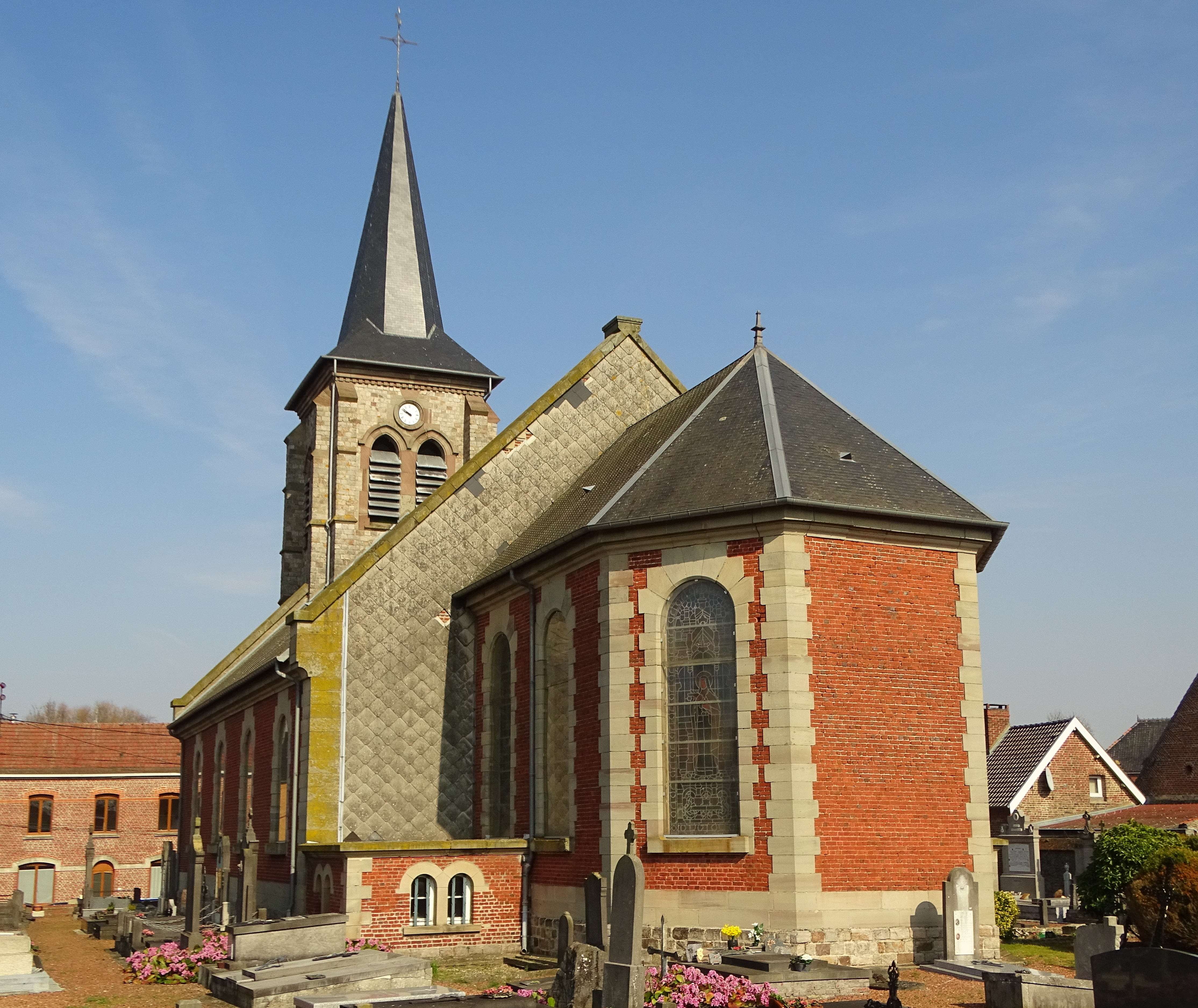
Le chevet de l'église.
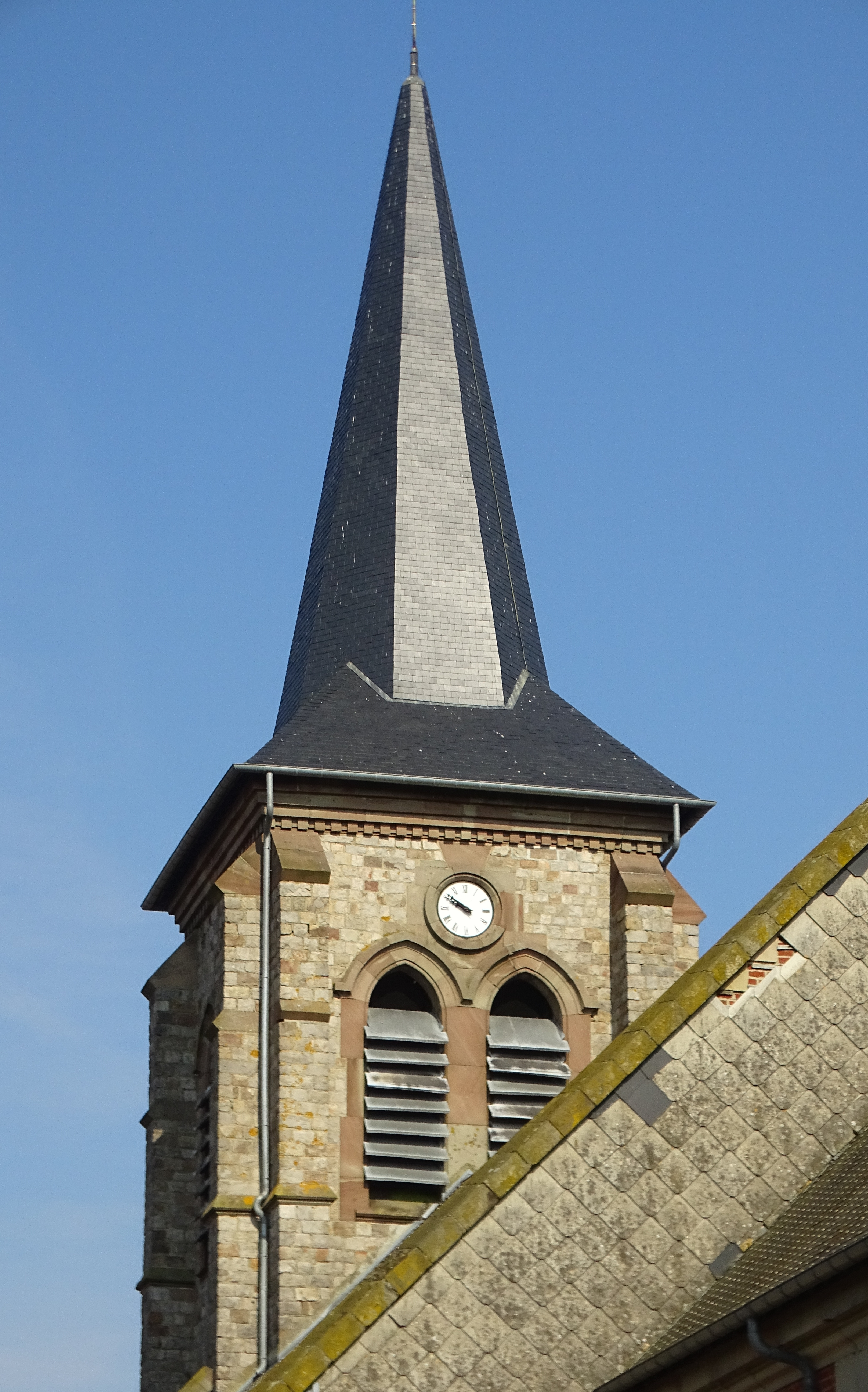
Détail du clocher.
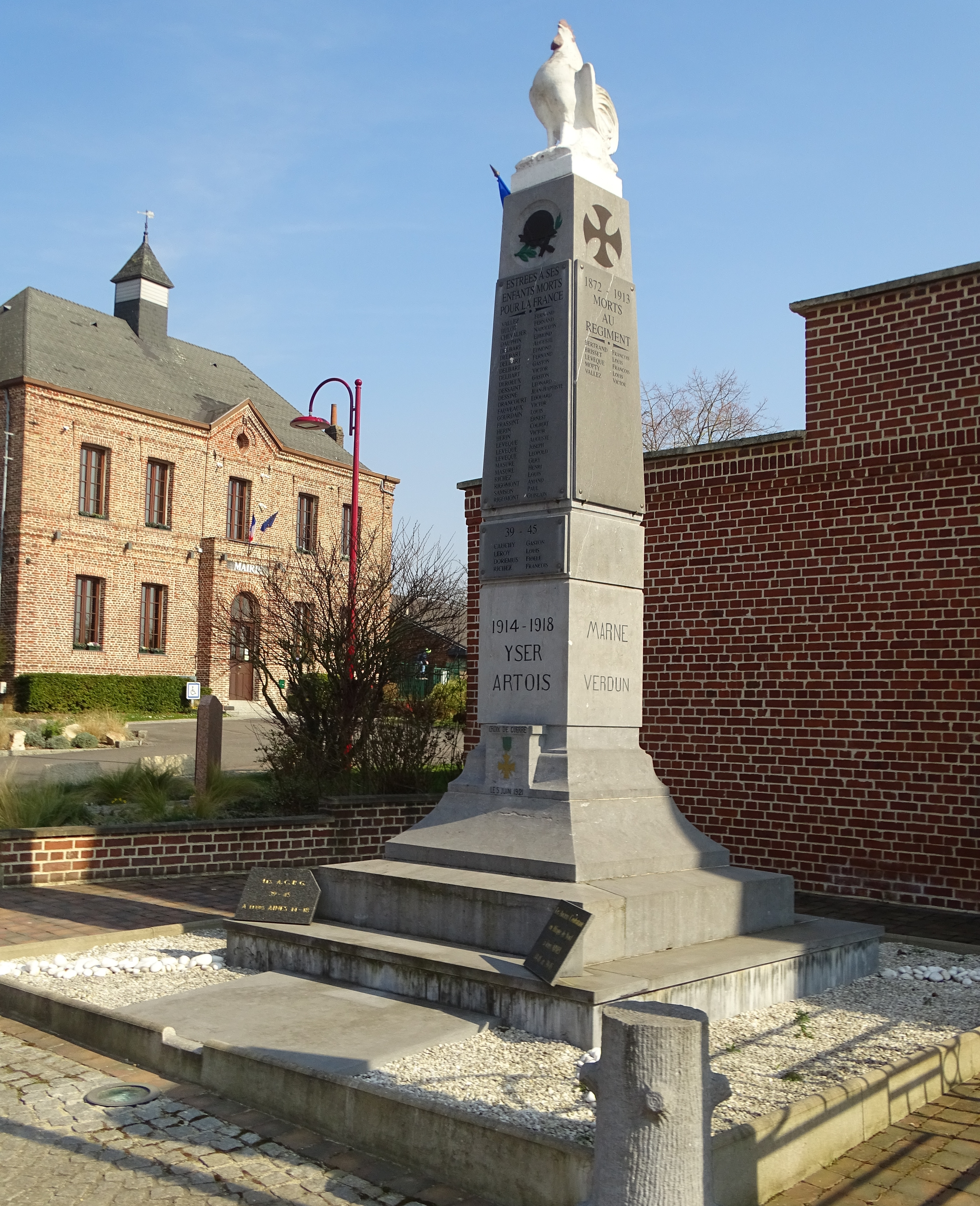
Monument aux morts.

## Héraldique
| Blason de Estrées (Nord) | Blason  | De sinople à la fasce d'hermines.                                                                           |
| Blason de Estrées (Nord) | Détails | Les armes sont identiques à celles de Gruson et de Wicres. Le statut officiel du blason reste à déterminer. |

### Folklore
La commune possède un géant : Oscar.